# Valentin Arsenie

Generalul Valentin Arsenie.

Valentin Arsenie (n. 15 iunie 1926, comuna Bușăuca, județul Orhei – d. 25 iulie 2007, București) a fost un general de armată, specialist în strategie și tactică militară și profesor la Academia Militară din București.

## Biografie
Valentin Arsenie s-a născut la data de 15 iunie 1926, în comuna Bușăuca (județul Orhei, astăzi în raionul Rezina). A absolvit cursurile Școlii de Ofițeri de Infanterie (1949) și ale Facultății de Arme Întrunite, specialitatea Strategie și tactică militară din cadrul Academiei Militare Generale din București (1953), urmând apoi și un curs postuniversitar de pedagogie militară (1956). În anul 1979 a obținut titlul științific de doctor în științe militare, cu teza: „Lupta în încercuire și ieșirea din încercuire".
În anul 1949 a fost înaintat la gradul de sublocotenent, parcurgând apoi toate gradele militare până la cel de general. După absolvirea studiilor universitare, a fost cooptat cadru didactic la Facultatea de Comandă și Stat Major din cadrul Academiei Militare din București (1953–1961). După o perioadă de un an (1961-1962) în care a fost șef de stat major de divizie, revine apoi la Academia Militară, Catedra de Tactică și Artă operativă având gradele didactice de conferențiar (1963–1967) și profesor (1968-1973).
În anul 1973, Valentin Arsenie a fost numit în funcția de șef al Secției Operații, din cadrul Comandamentului Infanteriei și Tancurilor. În anul 1978, revine ca profesor la Academia Militară, îndeplinind funcțiile de șef al Catedrei de Tactică generală (1978–1980), al Catedrei de Tactică și Artă operativă (1980–1984) și al Catedrei de Strategie (1984–1987). În anul 1987, a fost trecut în rezervă cu gradul de general-maior (cu o stea)
În decursul carierei sale, el a efectuat cercetări științifice în următoarele specializări: strategie militară; artă operativă; tactica trupelor terestre; teoria organizării și mobilizării armatei și economiei naționale; teoria instruirii și educării trupelor. Începând din anul 1980, el este conducător de doctorat în specialitatea Artă militară (Strategie și tactica), coordonând până în prezent tezele de doctorat a 27 generali și ofițeri.
Generalul în retragere Valentin Arsenie a fost înaintat la gradele de general de divizie (cu 2 stele) la 1 decembrie 1998 , de general de corp de armată (cu 3 stele) la 31 mai 2000  și apoi la gradul de general de armată (cu 4 stele) începând cu data de 1 decembrie 2004 .
Generalul Valentin Arsenie a fost profesor universitar consultant la Academia de Înalte Studii Militare, fiind reatestat de către Ministerul Economiei Naționale în anul 1990.
De asemenea, generalul Valentin Arsenie a fost membru titular al Academiei Oamenilor de Știință din România (din 1995) și președinte al Secției de Științe militare; al Comisiei Naționale de Atestare a Titlurilor, Diplomelor și Certificatelor Universitare din cadrul Ministerului Educației și Cercetării (1994–1998); al Senatului Academiei Militare (din 1970).
Numele său este menționat în enciclopedii ale personalităților militare cum ar fi: Dictionarul enciclopedic militar (Ed. Academiei de Înalte Studii Militare, 1996); Dicționarul specialiștilor, un Who’s Who în știința și tehnica românească (Ed. Tehnică, 1998).
Generalul Valentin Arsenie a decedat la data de 25 iulie 2007, în București.

## Decorații
Generalul Valentin Arsenie a fost decorat cu următoarele ordine:
- Medalia Muncii (1955)
- Virtutea ostășească, cl. I (1974)
- Ordinul Meritul Militar, cl. a III-a (1964), cl. a II-a (1969), cl. I (1974)
- Ordinul "Tudor Vladimirescu" cl. a V-a (1979)
- Medalia "For Strengthening Military Cooperation" USSR (1980)
- Premiul Statului Major General al Armatei Române "General Fălcoianu" (1998) pentru lucrarea "Actualitatea strategiei"
- Premiul „Mareșal Alexandru Averescu“ al revistei Gândirea militară românească (2003) pentru lucrarea "Tratat de tactică militară. Forțele Terestre"

## Lucrări publicate
Generalul Valentin Arsenie este autor, coordonator și coautor la 21 de cărți, dintre care menționăm: 
- Lupta în încercuire și pentru ieșirea din încercuire (Ed. Militară, 1981)
- Cerințe ale perfecționării tacticii (Ed. Militară, 1982)
- Apărarea modernă (Ed. Militară, 1984)
- Probleme de tactică (Ed. Militară, 1985)
- Tactica în războiul întregului popor (Ed. Militară, 1986)
- Urmărirea inamicului (Ed. Militară, 1986)
- Principiile luptei armate (Ed. Militară, 1987)
- Momente ale luptei de apărare (Ed. Militară, 1988)
- Desfășurarea strategică (Ed. Militară, 1990)
- 100 de probleme de tactică (Ed. Militară, 1992)
- Cum ne comportăm în societate, serviciu și familie (Ed. Militară, 1993)
- Surprinderea în lupta armată (Ed. Militară, 1993)
- Lexicon militar (Ed. Saka, Chișinău, 1994)
- Revoluțiile industriale și potențialele militare ale statelor (Ed. Militară, 1995)
- Eseu despre strategia și tactica militară (Ed. A.I.S.M., București, 1995)
- Codul de conduită a militarului jandarm (Ed. Romhelion, București, 1996)
- Actualitatea strategiei (Ed. Sitech, Craiova, 1998)
- Tratat de știință militară (Ed. Militară, București, 1999)
- Codul de conduită al militarului jandarm – carte de educație militară (Ed. Romhelion, București, 1998)
- Strategia militară românească în epoca modernă (1859-1999) (Ed. Nummus, București, 1999)
- Codul de conduită al militarului jandarm (Ed. Biotera, București, 2000)
- Tratat de tactică militară. Forțele Terestre - 2 vol (2003)
- Eseu despre arta strategică (Ed. Militară, București, 2005)

De asemenea, a publicat 122 articole în reviste de specialitate și a participat la 3 congrese, 15 conferințe și 20 seminarii.